# Binka Zheliazkova
Binka Zheliazkova (en búlgaro: Бинка Желязкова, 15 de julio de 1923 – 31 de julio de 2011), fue una directora de cine búlgara que realizó películas entre finales de la década de 1950 y la de 1990. Fue la primera mujer búlgara en dirigir un largometraje y una de las pocas mujeres del mundo en dirigir largometrajes en la década de 1950.

## Trayectoria
Zheliazkova se graduó en el Sofía Theatre Institute en 1956 y trabajó brevemente como asistenta de dirección en Sofia Film Studios "Boyana" antes de dirigir su primer largometraje, Life Flows Quietly By ... (1957). En esta película estableció la colaboración con su esposo, el guionista Hristo Ganev, con quien trabajó en muchas de sus películas. La película exploró las vidas de los excombatientes partidistas que ahora ocupan puestos de poder y criticó el régimen comunista en Bulgaria. La dirección del Partido Comunista Búlgaro reaccionó con contundencia y durante 30 años prohibió la película por decreto del Partido. Esto marcó el comienzo de la compleja relación de Binka Zheliazkova con el régimen.
Durante su carrera, Zheliazkova dirigió siete largometrajes y dos documentales. Miembro activo del movimiento juvenil antifascista durante la Segunda Guerra Mundial, pronto se desilusionó con las realidades de la posguerra, que tenían poco que ver con sus ideales. Su trabajo a menudo reflejaba sus luchas, y cuatro de sus nueve películas fueron prohibidas de distribución y llegaron al público solo después del fin del régimen. Particularmente perjudicial para su carrera fue el destino de The Tied Up Balloon, una película innovadora y muy estilizada, que mostró el poder de la imaginación de Binka y su potencial como directora de cine. Después de su éxito en la Expo de Montreal de 1967, la película fue vista como un insulto al líder del partido, cuando en una de las escenas un grupo de aldeanos levanta un burro en el aire. Nuevamente, el partido comunista emitió un decreto y detuvo la película. La misma suerte corrieron los dos documentales Lullaby (1981) y El lado brillante y oscuro de las cosas "(1981), sobre mujeres en la cárcel, una crítica al trato de las mujeres en la sociedad socialista, que nunca llegó al público. 
A pesar de sus dificultades en su país, sus películas ganaron numerosos premios fuera de Bulgaria. We Were Young (1961) recibió el Premio de Oro en el 2.º Festival Internacional de Cine de Moscú en 1962. The Attached Balloon (1967) tuvo una carrera exitosa en la Expo de 1967 en Montreal. The Last Word (1974), en la que también escribió el guion, compitió en el Festival de Cannes de 1974 junto con películas de Pier Paolo Pasolini, Rainer Werner Fassbinder, Carlos Saura, Ken Russell y Liliana Cavani. Su película de 1977 The Swimming Pool  se inscribió en el 10.º Festival Internacional de Cine de Moscú, donde ganó el Premio de Plata.
En la década de 1980, Binka Zheliazkova se convirtió en directora de la sección búlgara de Women in Film, una organización creada en 1989 después de la conferencia internacional de mujeres en el cine, KIWI, en Tbilisi, Georgia. Dejó de hacer películas después de 1989, que coincidió con la caída del régimen comunista en Bulgaria. Durante algún tiempo después  permaneció activa en la organización Women in Film, pero pronto se retiró por completo de la vida pública.
Desde 2007 ha surgido un renovado interés en el trabajo de Zheliazkova principalmente debido al documental Binka: To Tell a Story About Silence de la cineasta búlgara residente en Nueva York Elka Nikolova .

## Obra
El estilo de Binka Zheliazkova estuvo influenciado por el neorrealismo italiano y la nueva ola francesa, así como por el cine ruso. La imaginería poética y metafórica de sus películas a menudo llevó a los críticos a compararla con Federico Fellini y Andrey Tarkovski. Su estilo de directora distintivo junto con su perfeccionismo e inconformismo le valieron la etiqueta de "la chica mala del cine búlgaro". A pesar de las muchas interrupciones, su trabajo siempre reflejó lo que estaba sucediendo en el mundo en ese momento: el culto a la personalidad y el levantamiento húngaro de 1956, la guerra en Vietnam y las olas de protestas que asolaron muchos países en la década de 1960, el movimiento feminista. en los años setenta y ochenta, y el estancamiento de los últimos años del socialismo.

## Largometrajes como directora
- Life Flows Quietly By... (1957)
- We Were Young (1961)
- The Tied Up Balloon (1967)
- The Last Word (1973)
- The Swimming Pool (1977)
- The Big Night Bathe (1980)
- On The Roofs at Night (1988), TV
- Life Flows Slowly By (1988)
- Lullaby (1981), documental
- The Bright and the Dark Side of Things (1981), documental